# Remember (Carl Brave)
Remember è un singolo del cantante Italiano Carl Brave, pubblicato il 24 marzo 2023 come primo estratto dal suo terzo album in studio Migrazione.

## Tracce
Testi e musiche di Carlo Coraggio.
1. Remember – 3:00